# The Dreadful Hours
| Críticas profissionais | Críticas profissionais |
| Avaliações da crítica  | Avaliações da crítica  |
| Fonte                  | Avaliação              |
| ---------------------- | ---------------------- |
| AllMusic               | [ 1 ]                  |

The Dreadful Hours é o sétimo álbum de estúdio da banda inglesa de doom metal My Dying Bride e foi lançado em 13 de novembro de 2001. O disco contém uma regravação da canção "The Return of the Beautiful" (renomeada "The Return to the Beautiful") do álbum de estreia da banda, As the Flower Withers (1992). O vocalista Aaron Stainthorpe algumas vezes citou que tanto esse álbum quanto o álbum Like Gods of the Sun são seus favoritos do My Dying Bride.

## Lista de faixas
| N.º            | Título                        | Duração |  |
| 1.             | "The Dreadful Hours"          | 9:23    |  |
| 2.             | "The Raven and the Rose"      | 8:12    |  |
| 3.             | "Le Figlie della Tempesta"    | 10:08   |  |
| 4.             | "Black Heart Romance"         | 5:23    |  |
| 5.             | "A Cruel Taste of Winter"     | 7:36    |  |
| 6.             | "My Hope, the Destroyer"      | 6:44    |  |
| 7.             | "The Deepest of All Hearts"   | 8:56    |  |
| 8.             | "The Return to the Beautiful" | 14:23   |  |
| Duração total: | Duração total:                | 70:51   |  |

## Créditos
- Aaron Stainthorpe - vocal
- Andrew Craighan - guitarra
- Hamish Glencross - guitarra
- Adrian Jackson - baixo
- Shaun Taylor-Steels - bateria

### Créditos adicionais
- Jonny Maudling - teclado
- Yasmin Ahmed - teclado em "A Cruel Taste of Winter"